# Favonius oseanus
Favonius oseanus är en fjärilsart som beskrevs av Siuiti Murayama 1955. Favonius oseanus ingår i släktet Favonius och familjen juvelvingar. Inga underarter finns listade i Catalogue of Life.